# Хотова
Хотова (пол. Chotowa) — село в Польщі, у гміні Чорна Дембицького повіту Підкарпатського воєводства.
Населення — 730 осіб (2011).
У 1975-1998 роках село належало до Тарновського воєводства.

## Демографія
Демографічна структура станом на 31 березня 2011 року:
|          | Загалом | Допрацездатний вік | Працездатний вік | Постпрацездатний вік |
| -------- | ------- | ------------------ | ---------------- | -------------------- |
| Чоловіки | 367     | 92                 | 250              | 25                   |
| Жінки    | 363     | 82                 | 218              | 63                   |
| Разом    | 730     | 174                | 468              | 88                   |